# Leucochrysa surinamensis
Leucochrysa surinamensis är en insektsart som först beskrevs av Banks 1944.  Leucochrysa surinamensis ingår i släktet Leucochrysa och familjen guldögonsländor. Inga underarter finns listade i Catalogue of Life.